# Dziewczyna z hiacyntami
Dziewczyna z hiacyntami (szw. Flicka och hyacinter) – szwedzki dramat filmowy z 1950 roku w reżyserii Hassego Ekmana.

## Fabuła
Młoda kobieta, Dagmar Brink, z niewyjaśnionych przyczyn popełnia samobójstwo. Następnego ranka jej ciało odnajduje dozorca.
Jej sąsiedzi, pisarz Anders Wikner i jego żona, są zaszokowani śmiercią Dagmar i starają się dowiedzieć się czemu to się stało.
Jej życie przedstawione jest poprzez serię migawek opowiadanych przez ludzi, których kiedyś spotkała.

## Obsada
- Eva Henning jako Dagmar Brink
- Ulf Palme jako Anders Wikner
- Birgit Tengroth jako Britt Wikner
- Anders Ek jako Elias Körner
- Marianne Löfgren jako Gullan Wiklund
- Gösta Cederlund jako bankier
- Karl-Arne Holmsten jako Willy Borge
- Keve Hjelm jako Captain Brink
- Anne-Marie Brunius jako Alex